# 윌리엄 펜 (1644년)
윌리엄 펜(William Penn, 1644년 10월 24일 ~ 1718년 7월 30일)은 오늘날 미국의 펜실베이니아주가 된 영국의 북아메리카 식민지 펜실베이니아 식민지를 건설하였다. 찰스 2세에게 북아메리카의 델라웨어강 서안의 땅에 대한 개척 허가를 받은 후 그 땅을 펜실베이니아라 명명하고, 퀘이커교도를 중심으로 하여 정착지를 만들었다. 스스로 총독이 된 후 양원제의회를 만들었다. 인디언들과도 우호적으로 지냈다.
그가 제시한 민주주의 원칙들은 미국 헌법을 위한 영감으로서 역할을 하였다. 자신의 시간에 앞서 펜은 또한 유럽 합중국을 위한 계획을 발간하기도 하였다. 펜은 자유와 평화를 위한 미국의 첫 거대한 옹호자로 묘사되어 왔다. 그의 식민지는 다른 인종과 종교들로부터 사람들에게 동등권을 주었다. 
그는 여성들이 남성들에게 동등했던 것을 주장하였다. 그는 아메리카 인디언들과 평화 조약들을 협상하였다. 그는 자신의 종교적 신념으로서 6번이나 투옥되었다. 그는 자신의 식민지에게 서면 헌법과 인도적인 법률을 주었다. 당시 펜실베이니아는 로마 가톨릭 교도들이 합법적으로 참배하는 데 허용된 영국의 지배 아래 단 하나의 장소였다. 미국이 건설될 것에 펜이 자신을 그의 "거룩한 실험"이 씨앗을 뿌린 것으로 불렀던 것으로 말해져 왔다. 그는 "거기에 그런 거룩한 실험을 위한 공간이 있을 수 있다. 국가들이 전례를 원하기 위하여, 그리고 나의 하나님이 그것을 국가의 씨앗으로 만들 것이다. 국가들로 예를 설정할 수 있다. 우리가 진정으로 현명하고 정의로운 것을 할 수 있다."고 선언하였다. 평화적인 외교에 관한 펜의 아이디어들은 유엔의 창립마저 영감을 주었을 것이다.

## 종교적 신념
그의 아버지는 1655년에 서인도 제도에 있는 자메이카를 점령한 해군 제독 윌리엄 펜이다.(동명이인) 영국 국교회 가정에서 태어나 성장했으나 22세때 퀘이커 교파에 가입하였다. 퀘이커 교도들은 자신들이 하나님으로부터 직접 온 것으로 믿은 자신들의 "내면의 빛"을 순종하였고, 아무 사람에게 절을 하거나 자신들의 모자를 벗는 것을 거부하였으며 무기를 드는 것을 거부하였다. 펜은 퀘이커의 창립자 조지 폭스의 가까운 친구였다. 이것들은 올리버 크롬웰의 사망 겨우 후에 소란의 시기들이었으며 퀘이커들은 국가가 안수한 종교로부터 달랐던 자신들의 원칙들과 크롬웰 혹은 국왕에게 충성의 맹세를 거부한 것 때문에 의심스러웠다 (퀘이커들은 맹세하지 않는 데 그리스도의 명령을 순종하였다, 마태 복음 5장 34절).
펜의 종교적 견해들은 아일랜드 왕국에서 사유지를 얻고 펜의 카리스마와 지능이 찰스 2세의 궁정에서 그에게 호의를얻을 것을 희망하였던 부친에게 극도로 괴로웠다. 1668년 그는 삼위일체의 교리를 공격한 소책자를 쓴 것으로 투옥되었다.

만약 그들이 잘 지배할 것이라면 그들은 하나님을 위하여 지배해야 하고 그렇게 하는 데 그에 의하여 지배돼야 한다... 하나님에 의하여 통치받지 않은 자들은 독재자에 의하여 지배될 것이다. - 윌리엄 펜

펜은 퀘이커의 창립자 조지 폭스의 자주 동반자로 자신들의 목회에 잉글랜드와 유럽에서 여행을 다녔다. 그는 또한 조지 폭스의 일기로 그의 서론에서 폭스의 품성으로 증언과 더불어 퀘이커주의 포괄적이고 자세한 설명을 썼다.

## 박해

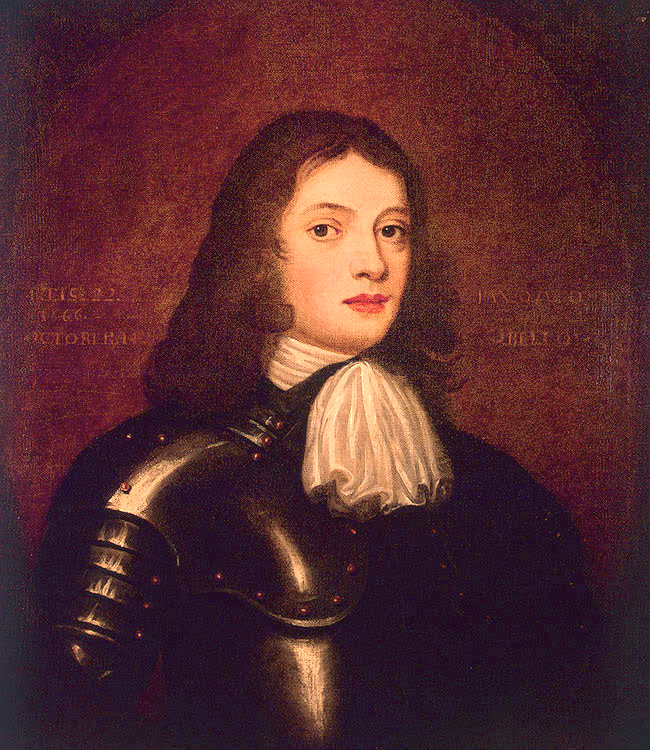
22세의 펜

펜은 자신이 자신의 가장 일찍이 종교적 경험을 가졌던 에섹스 주에 있는 치그웰 학교에서 교육을 받았다. 후에 그의 종교적 견해들은 효과적으로 잉글랜드의 사회로부터 그를 추방하자 그는 퀘이커 교도로 지내면서 옥스퍼드에 있는 크라이스트 처치 칼리지로부터 퇴학을 당하여 몇번씩 체포되었다. 가장 유명한 이 사건들 중에는 퀘이커의 모임 앞에서 설교한 것으로 윌리엄 미드와 함께 그의 체포에 이어진 재판이었다. 펜은 자신에게 부과된 혐의 사본을 볼 권리와 자신이 어겼던 법을 간청하였으나 재판관인 런던 시장은 이 권리가 법률에 의하여 승인이 되었어도 거부하였다. 남성들에게 유죄 판결을 내리는 데 시장으로부터 무거운 압력에 불구하고, 배심원단은 "무죄"의 평결을 내렸다. 시장은 그러고나서 다시 감옥으로 펜 (법정 모독 혐의) 뿐만 아니라 배심원단도 보냈다. 감옥으로부터 자신들의 주장과 싸운 배심원들은 잉글랜드의 배심원단들이 판사들의 통치로부터 해방되고 사건의 사실들 뿐만 아니라 법률 자신을 재판하는 권리를 이길 수 있었다. 이 사건은 훗날의 미국인 자유의 개념을 형성한 가장 중요한 재판들 중의 하나였다. 퀘이커 교도들의 박해는 북아메리카에서 새롭고 자유로운 퀘이커 정착을 창립하는 노력을 하는 것으로 더욱 나을 것이라고 펜이 결정한 것으로 매우 맹렬해졌다. 어떤 퀘이커 교도들은 이미 북아메리카로 이주했으나 특히 뉴잉글랜드의 청교도들은 본국에 주민들로서 퀘이커 교도들에 대해 부정적이었고, 그들 중에 어떤이들은 카리브해로 추방되었다.

## 펜실베이니아의 창립

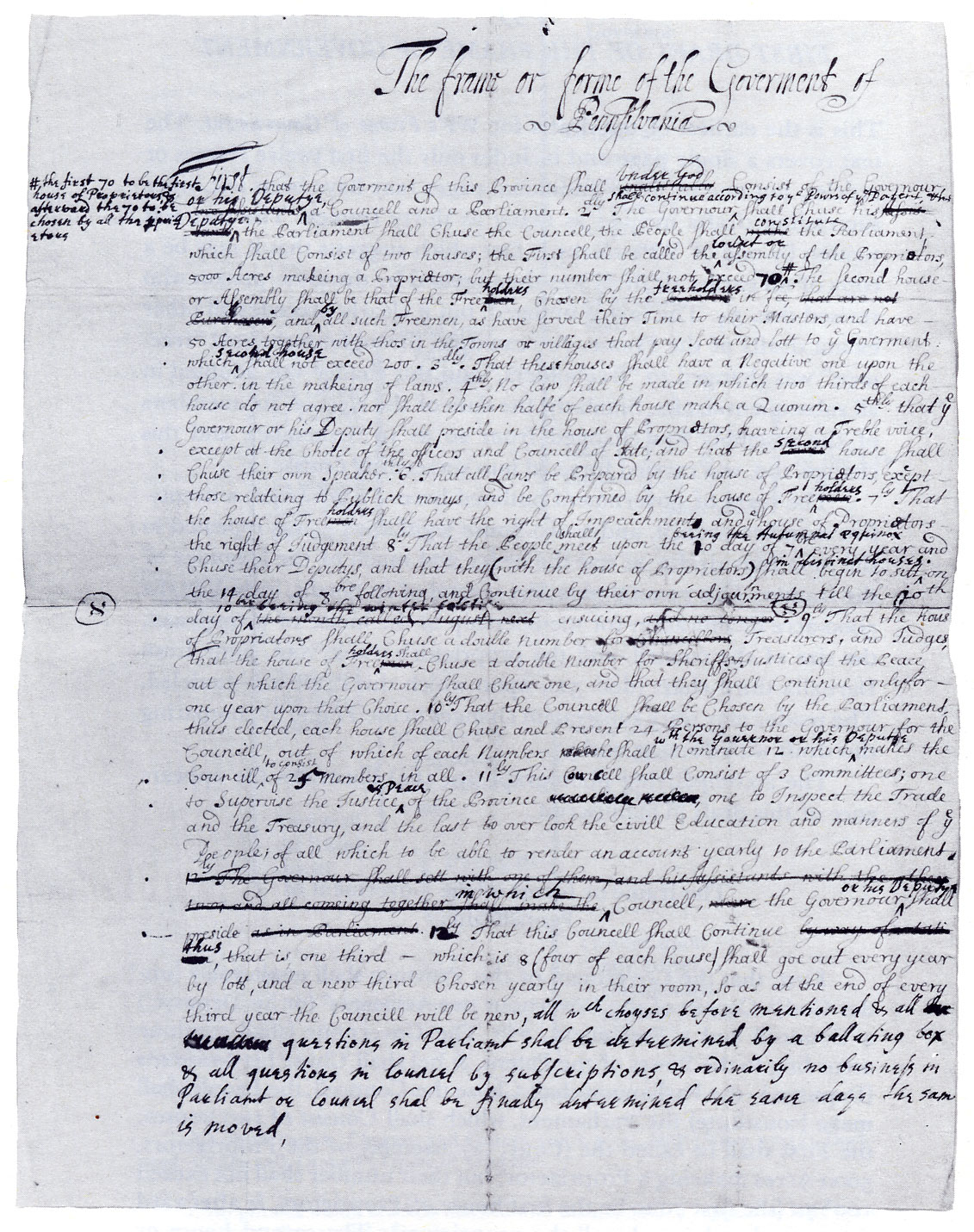
1681년 경 잉글랜드에서 펜에 의한 펜실베이니아 정부 체제의 첫 서면 초안

1677년 그들 중에 펜이 포함된 현저한 퀘이커 교도들의 단체로서 펜의 기회가 와 서부 뉴저지 식민지 (오늘날 뉴저지주의 절반)를 받았다. 동년에 하트퍼드셔주 촐리우드와 릭먼스워스에서, 그리고 버킹엄셔주 근처에 있느 다른 타운들에서 온 200명의 정착자들이 뉴저지 식민지에 도착하여 벌링턴을 창립하였다. 계획에 연루되었으나 자신이 잉글랜드에 남은 펜은 정착지를 위한 자유의 헌장을 초안하였다. 그는 배심원에 의한 자유롭게 공명 정대한 재판, 종교의 자유, 부당한 투옥으로부터 해방과 자유 선거들을 보증하였다.
국왕 찰스 2세는 펜의 부친의 사망 후 그와 함께 커다란 대부금을 가져 국왕은 1681년 뉴저지 식민지의 서부와 남부의 큰 지역을 펜에게 승인하면서 해결하였다. 펜은 부친의 영예에 국왕이 "펜실베이니아" (Pennsylvania)로 바꾼 지역을 "실베이니아" (Sylvania, 라틴어로 "목재"를 의미함)로 불렀다. 아마 국왕은 종교적과 정치적 국외자들 (퀘이커 교도 혹은 국민들의 대표들을 위하여 더욱 영향력을 원했던 휘그당원들)이 잉글랜드에서 먼 자신들의 장소를 가질 수 있던 곳을 가진 것에 기뻤다. 펜실베이니아의 첫 군들 중에 하나는 펜의 가족 영지이자 많은 첫 장착자들이 왔던 버킹엄셔의 이름을 따서 벅스군으로 불리었다.
식민지에 펜의 권한이 공식적으로 국왕의 것만에 주제였어도 그의 펜실베이니아 정부 체제를 통하여 그는 완전한 종교의 자유, 공명 정대한 재판들, 권력에서 선출된 국민의 대표들과 후에 미국 헌법의 근거를 형성할 권력의 분리와 함께 민주주의 제도를 실시하였다. 그는 펜실베이니아를 자신의 "거룩한 실험"으로 불렀고, 그것으로부터 그는 정의에 근거를 둔 국가가 성장할 것을 희망하였다. 펜실베이니아에서 종교의 자유는 식민지로 잉글랜드인, 웨일스인, 독일인과 네덜란드인 퀘이커 교도들 뿐만 아니라 또한 위그노, 메노나이트, 아미시와 독일의 가톨릭 국가들에서 온 루터교도들을 데려오기도 하였다. 그는 여성들의 동등권에 주장하였다.
펜은 펜실베이니아가 자신과 자신의 가족을 위하여 수익성이 있는 모험적 사업일 것을 희망하였다. 펜은 다양한 언어에 유럽을 통하여 식민지를 시장에 냈고, 결과로서 정착자들이 펜실베이니아로 떼지어 왔다. 펜실베이니아의 빠른 성장과 변화에 불구하고, 식민지는 펜 혹은 그의 가족을 위하여 전혀 이익을 내지 않았다. 사실 펜은 후에 빚으로 잉글랜드에서 투옥될 것이었고 1718년 그의 사망 당시 그는 매우 가난하였다.

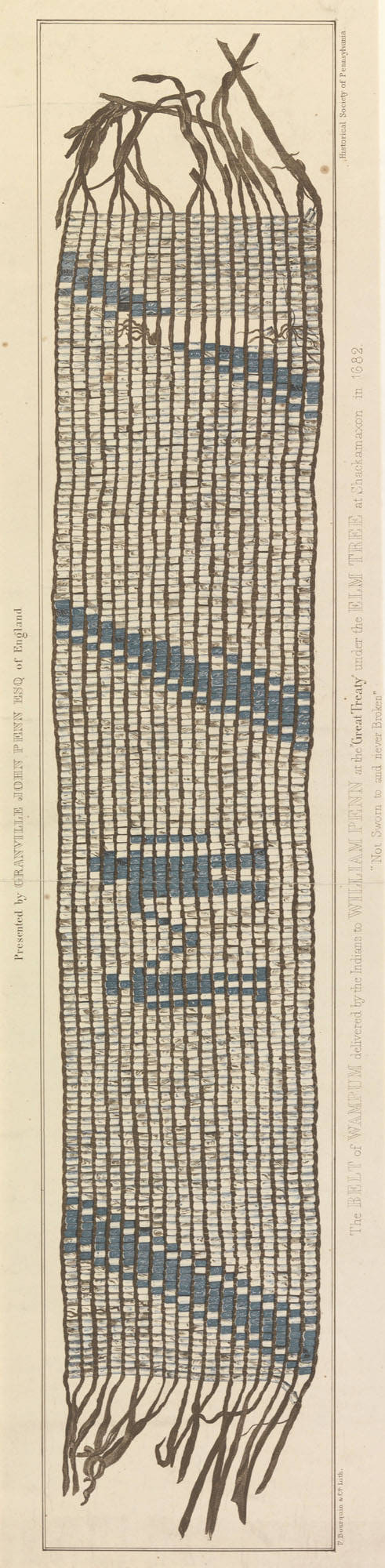
섀커맥슨 조약에서 인디언들에 의하여 펜에게 주어진 조가비 구슬 혁대

1682년부터 1684년까지 펜 자신은 펜실베이니아 식민지에 있었다. 필라델피아 식민지의 건설 계획이 완성되고 펜의 정치적 아이디어들이 실행 가능하게 된 후에 펜은 내륙을 탐험하였다. 그는 지방 아메리카 인디언들 (주로 레나페족)과 친구를 맺고 그들이 자신들의 대지들에 대한 대가를 받은 것을 확실히 하였다. 펜은 통역이 없이 협상들에서 의사 소통하기 위하여 몇몇의 다른 인디언 방언들 마저 배웠다. 펜은 만약 유럽인이 인디언에게 잘못하면 문제를 결정하는 양단체로부터 동등한 수의 사람들과 함께 공명 정대한 재판이 열릴 것을 말하면서 법률을 소개하였다. 이 문제에서 그의 조치들은 성공을 증명하였으며 식민지 주민들이 펜과 그의 첫 식민지 주민들의 단체 만큼 공명 정대하게 인디언들을 대접하지 않았음에도 불구하고 펜실베이니아에서 식민지 주민들과 인디언들은 다른 잉글랜드 식민지들보다 더욱 오래 평화에 남아있었다.
펜은 1683년 델라웨어강의 오른쪽 강둑에 벅스군에서 국가 사유지를 의도하였다.

## 평화 협상

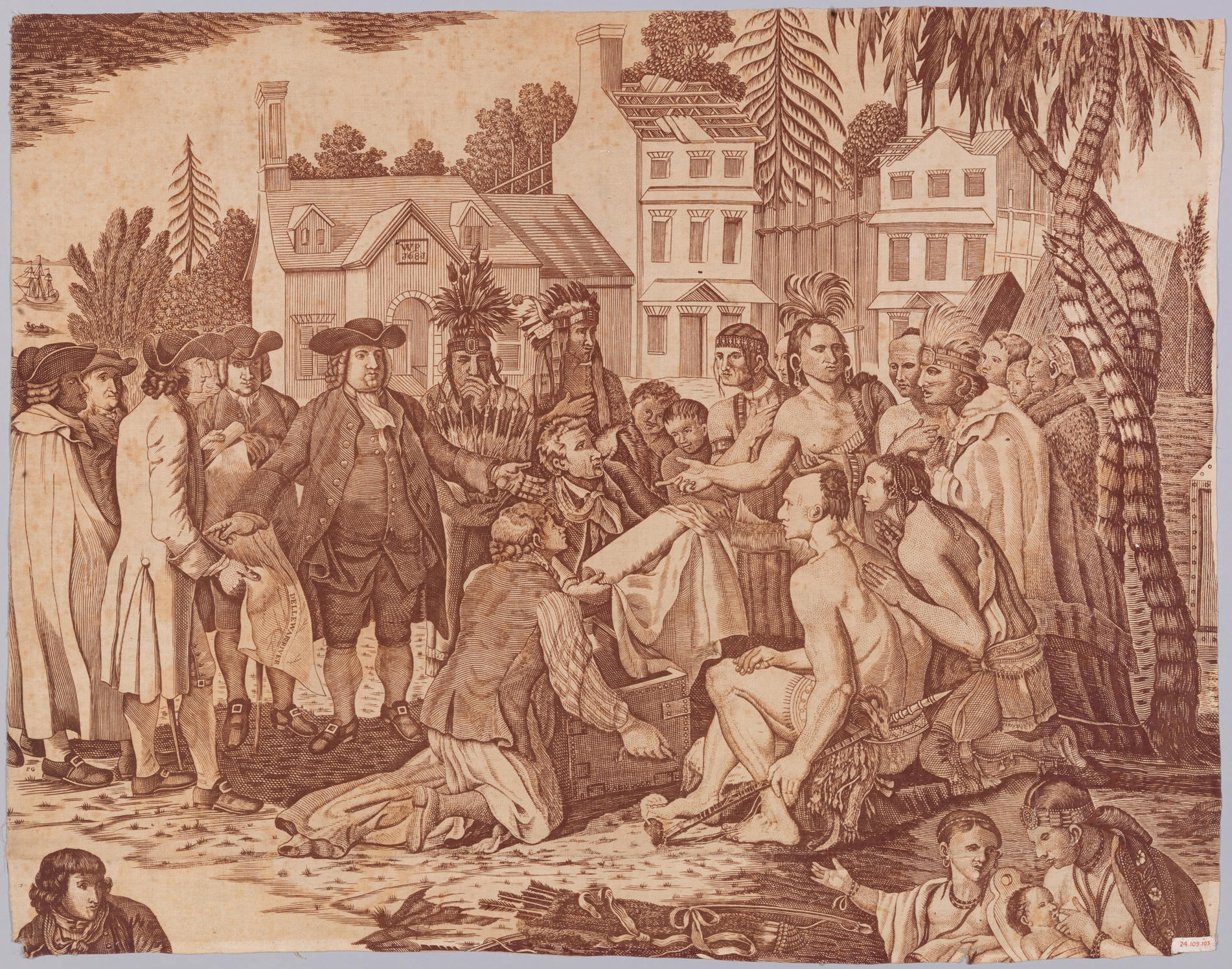
인디언들과 조약을 맺는 펜

펜은 또한 느릅나무 아래에서 필라델피아 켄싱턴 근처에 있는 섀커맥슨에서 인디언들과 조약을 맺기도 하였다. 펜은 정복하기 보다 비지니스를 통하여 자신의 식민지를 위한 대지들을 획득하기로 선택하였다. 그는 공명 정대하게 숙고된 금액으로 조약 아래 인디언들에게 그들의 대지를 위하여 120 파운드를 지불하였다. 볼테르는 "맹세로 비준되거나 침해되지 않은 사람들 (인디언과 유럽인들) 사이에 단 하나의 조약"으로서 이 "거대한 조약"을 칭송하였다. 많은이들은 거대한 조약을 펜 주위에 솟아오른 신화로 여긴다. 하지만 이야기는 지속적인 힘을 가졌다. 이벤트는 도상적인 신분을 가져가 미국 국회의사당에 소벽에서 기념되었다.

### 강화 조약의 조정자 펜
1693년 자신의 저서 〈유럽의 현재와 미래의 평화〉에서 펜은 전쟁을 방지하거나 끝내는 데 협상과 외교의 사용을 옹호하였다. 이 것은 "펜의 생일 (10월 24일)에 유엔의 날을 축제벌이면서 이 유산을 인정하는 유엔의 원형"으로 묘사되어 왔다.

## 생애 후반 & 죽음
1699년 펜은 아메리카를 한번 더 방문하였다. 그 세월들에 그는 아메리카에서 잉글랜드 식민지들 전부의 동맹을 만드는 계획을 세웠다. 거기에 그가 또한 노예제를 싸웠다는 주장들이 있어왔으나 그것은 펜 자신이 노예들을 소유하고 교역하면서 가능성이 없어 보인다. 하지만 그는 노예들을 위한 좋은 대접을 흥행하였고, 다른 펜실베이니아 퀘이커 교도들은 노예제에 대항하는 이른 초기의 투사들 중에 있었다.
펜은 자신이 필라델피아에 정착하기를 바랬으나 1701년 재정적 문제들이 강제로 그를 잉글랜드로 돌아가게 하였다. 그의 재정 고문 필립 포드는 수천 파운드 중에 그를 속였고, 그는 포드의 음모들을 통하여 거의 펜실베이니아를 잃었다. 펜의 일생의 다음 10년간 세월은 포드에 대항하는 다양한 법정 문제들과 주로 채워졌다. 그는 미국에 펜실베이니아를 되팔려고 하였으나 거래가 아직도 논의되는 동안 말하지도 자신을 돌볼 수도 없게 된 후, 1712년 뇌졸중이 발병했다.
1718년 7월 30일 73세의 나이로 버크셔주 트위포드 근처 러스콤에 있는 저택에서 사망하여 버킹엄셔주 챌폰트 세인트가일스에 있는 조던스 퀘이커 집회소 묘지에 자신의 첫 부인 곁으로 안장되었다. 그의 가족은 미국 독립 전쟁까지 펜실베이니아 식민지의 소유를 유지하였다.

## 유산
종교적 자유와 동등권에서 펜의 믿음은 펜실베이니아를 포함하여 초기 잉글랜드 식민지들로부터 상승한 국가의 의식의 일부가 되는 데 전부 예정되었다. 헌법 회의에 의하여 1787년 9월 17일 미국 헌법이 채택된 필라델피아에서 있었던 것이 맞았다. 미국 건국의 아버지들은 자신들이 창립한 주에서 온 인디언과 여성들, 그리고 비백인들을 제외하면서 펜의 이상들을 완전히 채택하지 않았다. 그것은 윌리엄 위스타 컴퍼트가 미국의 "다른 개인적 창립자 혹은 식민지 주민보다 더욱 많은" 것이 "소중한 이상의 저수지"로 풍부하게 흘러가는 개인적 권리들을 위하여 존중을 위한 시냇물을 통하여 선택된 선박으로 증명한 것이 펜이었다고 말하면서 그가 심은 씨앗이 성숙하지만 주장될 수 있는 거의 이후까지 있지 않을 것이었다.

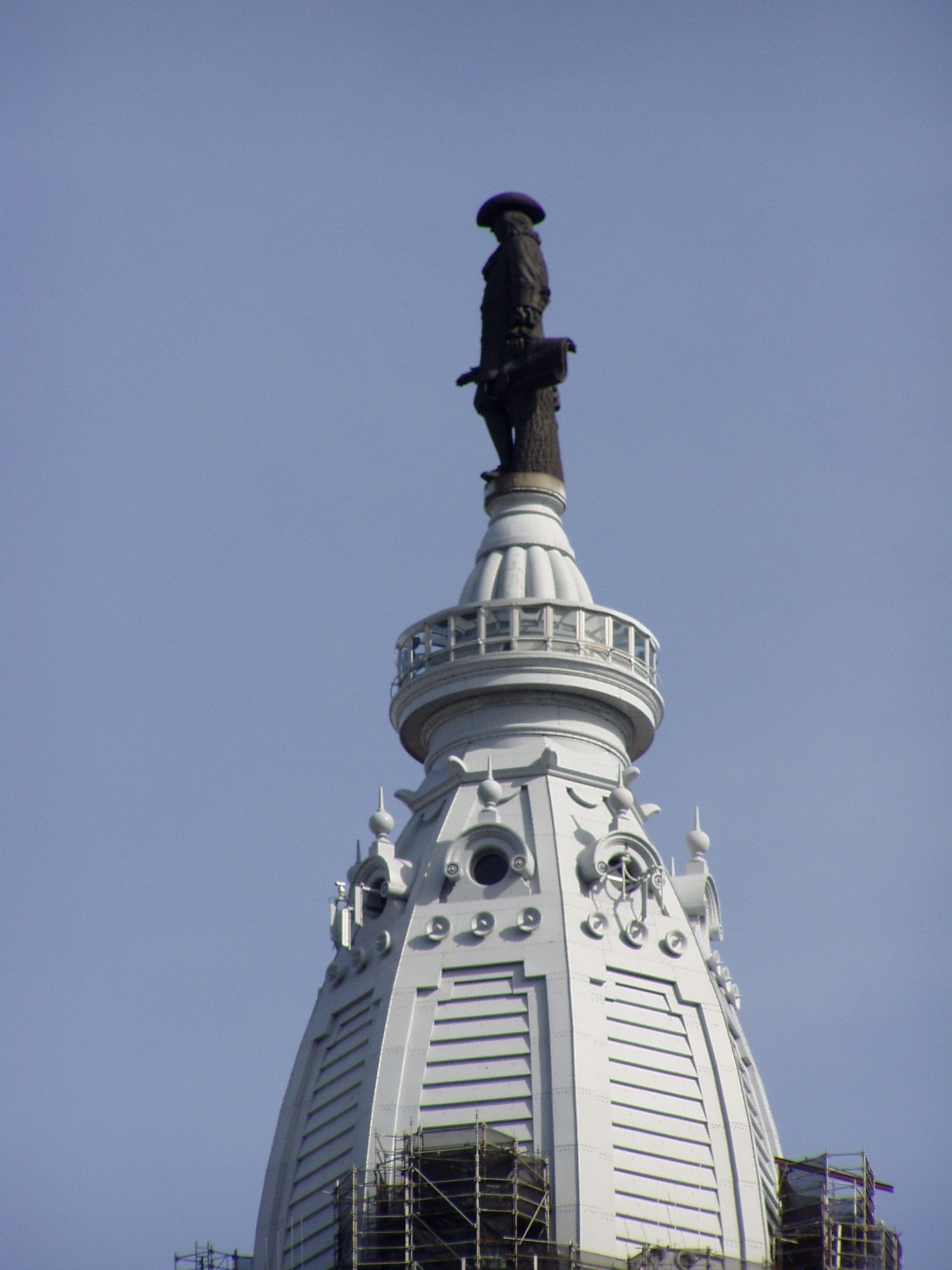
필라델피아 시청의 탑 위에 세워진 윌리엄 펜의 동상

### 사후의 영예
1984년 11월 28일 대통령 포고 5284 호에 의한 국회법에 로널드 레이건 대통령은 윌리엄 펜과 그의 두번째 부인 한나 캘로힐 펜이 각각 미국 명예시민이 되는 것을 선언하였다.
거기에는 한번 조지 폭스와 윌리엄 펜이 만났던 것에 넓히 말해졌던 아마도 외경의 이야기가 있다. 이 만남에서 윌리엄 펜은 단검을 착용한 것과 어떻게 이것이 퀘이커의 믿음과 유지하지 않았덕 것에 근심을 표현하였다. 조지 폭스는 "그대가 할 수 있을 만큼 그것을 착용하라."고 응답하였다. 후에 이야기에 의하면 펜은 다시 폭스를 만났으나 이번에 단검없이 펜은 "난 그대의 조언을 받아들였습니다. 내가 할 수 있던 만큼 그것을 착용하였습니다."고 말하였다.
필라델피아 시청의 정상에 알렉산더 밀네 콜더가 조각한 펜의 동상이 세워졌다. 한번 펜의 동상보다 아무 건물도 높아서는 안된다는 신사들의 동의서가 있었다. 펜의 동상보다 더욱 높이 건설되는 데 리버티 플레이스가 1980년대에 몇몇의 건물들 중에 첫 건물이었다. 동상은 이른바 윌리엄 펜의 저주에 의하여 참조되었다.
일반적인 오해는 퀘이커 오츠의 상자들에 웃고 있는 퀘이커가 윌리엄 펜이라는 것이다. 퀘이커 오츠 컴퍼니는 이것이 진실이 아니라는 것을 언급하였다.

## 저서
- 고독의 열매 ( Some Fruits of Solitude in Reflections and Maxims )

- 고난 없이 영광 없다(영어판)